# Liste der Bodendenkmäler in Grevenbroich
Die Liste der Bodendenkmäler in Grevenbroich enthält die denkmalgeschützten unterirdischen baulichen Anlagen, Reste oberirdischer baulicher Anlagen, Zeugnisse tierischen und pflanzlichen Lebens und paläontologischen Reste auf dem Gebiet der Stadt Grevenbroich im Rhein-Kreis Neuss in Nordrhein-Westfalen (Stand: Januar 2021). Diese Bodendenkmäler sind in Teil B der Denkmalliste der Stadt Grevenbroich eingetragen; Grundlage für die Aufnahme ist das Denkmalschutzgesetz Nordrhein-Westfalen (DSchG NRW).
| Bild | Bezeichnung                         | Lage                                          | Beschreibung | Bauzeit | Eingetragen seit | Denkmal- nummer |
| ---- | ----------------------------------- | --------------------------------------------- | ------------ | ------- | ---------------- | --------------- |
|      | Burgwüstung                         | Wevelinghoven Stadtpark Wevelinghoven         |              |         | 10.12.1987       | 1               |
|      | Grabenanlage                        | Wevelinghoven Haus Busch                      |              |         | 09.03.1988       | 2               |
|      | Grabenanlage                        | Langwaden 200 m nördl. des Klosters Langwaden |              |         | 09.03.1988       | 3               |
|      | Grabenanlage                        | Langwaden Ortsausgang Langwaden               |              |         | 09.03.1988       | 4               |
|      | Burgwüstung                         | Gubisrath Motte Gubisrath                     |              |         | 09.03.1988       | 5               |
| BW   | Landesburg Stadtwüstung             | Hülchrath Schloß Hülchrath Karte              |              |         | 18.12.1991       | 6               |
|      |                                     |                                               |              |         | gelöscht         | 7               |
| BW   | Burgwüstung                         | Wevelinghoven Klosterweg Karte                |              |         | 09.03.1988       | 8               |
| BW   | Stadtbefestigung Wilhelmitenkloster | Grevenbroich Am Markt Karte                   |              |         | 21.09.1989       | 9               |
|      | Grabenanlage                        | Langwaden Kloster Langwaden                   |              |         | 17.01.1990       | 10              |
|      | Stadttorwüstung                     | Grevenbroich Bahn- / Breitestraße             |              |         | 26.01.1990       | 11              |
|      | Stadttorwüstung                     | Grevenbroich Kölnerstraße                     |              |         | 14.02.1990       | 12              |
|      | Kirchenwüstung                      | Grevenbroich Karl-Oberbach-Straße             |              |         | 04.10.1990       | 13              |
|      | Hof- und Grabenwüstung              | Hemmerden Vellrather Hof                      |              |         | 04.10.1990       | 14              |
|      | Hofwüstung und Wassergräben         | Langwaden Gut Norbisrath                      |              |         | 09.01.1991       | 15              |
|      | Danner Hof                          | Busch                                         |              |         | 16.07.1991       | 16              |
|      | Ziegelbrunnen                       | Neuenhausen Königslindenstraße 5a             |              |         | 21.11.1991       | 17              |
|      | Wasserburg Grabenanlage             | Neukircher Heide Haus Horr                    |              |         | 22.03.1992       | 18              |
| BW   | Wasserburg Altes Schloss            | Grevenbroich Schlossstraße Karte              |              |         | 11.04.2006       | 19              |
|      | Wasserburgwüstung Haus Elsen        | Elsen Elsener Haus                            |              |         | 26.04.2006       | 20              |